# Carvalho Leite
Carlos Antônio Dobbert de Carvalho Leite, legtöbbször egyszerűen csak Carvalho Leite (Niterói, 1912. június 25. – Rio de Janeiro, 2004. július 19.) brazil labdarúgócsatár.